# Екологічний каркас території
Існують визначення: «природний каркас території» , екологічний каркас   , «природно-екологічний каркас» , «ландшафтний каркас» , «ландшафтно-екологічний каркас» , «зелений каркас», «природоохоронний каркас» , «біосферний каркас» , «опорний рекреаційний каркас»  та інші.
Природний каркас - упорядкована за ступенем екологічної цінності та активності, система лінійних просторових зв'язків природного протистояння комплексній антропогенній експансії на даній території. Розробляється на основі наявних природних ресурсів (великих лісових масивів, річок, акваторій, рекреаційних територій тощо. з урахуванням особливостей регіональної екологічної стратегії і перспективної планувальної структури території і представляється у вигляді просторової чарункової сітки осей (напр., регіонального і місцевого значення). Оптимізація природного каркаса виконується з метою виявлення просторових і функціональних характеристик, екологічної цінності окремих ландшафтних комплексів даної території як основи для розробки природоохоронних заходів.
В основі організації будь-якої території лежить система ліній і зон особливої екологічної відповідальності, що носить назву природний каркас території. Від функціонування природного каркаса залежить здатність території підтримувати свою екологічну рівновагу. Складові природного каркаса виконують різні екологічні функції. 
Природний каркас території складається з трьох типів елементів: 
- Середовищеутворююча функція, її едіфікаторна і бар'єрно-розподільна складові, а також інформаційна функції виконуються вузлами каркаса або, за П. Каваляускасом[13] [14], його природно-географічними вікнами. До вузлів відносяться місця формування стоку, скупчення озер, найбільші болота, ареали інтенсивного підземного стоку, великі лісові масиви і т. ін.
- Транспортну функцію виконують транзитні коридори - основні шляхи обміну речовиною й енергією, що зв'язують території вузлів в єдину геодинамічну систему. Це долини річок, вервечки озер і та інше.
- Середовищезахисну роль відіграють буферні території, як зони охорони транзитних коридорів, що представляють ареали активного формування бокового стоку. Дане завдання виконують, перш за все, лісові масиви.

На тлі природного каркаса формується каркас, створений людським суспільством - демоекономічний каркас, що складається з індустріальних центрів, великих і малих міст і транспортних магістралей, які їх поєднують. Функціонування демоекономічного каркаса неминуче негативно впливає на природний, який втрачає свою цілісність, в результаті чого з'являється небезпека порушення екологічного балансу. 
Послабити антропогенний вплив на природні комплекси і встановити компроміс між природним та демоекономічним каркасом допоможе створення екологічного каркаса, який розуміється як територіальна компенсаційна система, що складається з безперервної мережі ділянок з різним режимом природокористування. Основне призначення екологічного каркаса території - відтворення та підтримання цілісності природного каркаса території, захист його від негативного впливу демоекономічного каркаса. 
Землі природного каркаса повинні бути максимально залучені до складу екологічного. Кожному елементу природного каркаса повинна відповідати та чи інша охоронювана природна територія, що входить до екологічного каркаса, для кожної ділянки екологічного каркаса повинен бути визначений свій особливий режим використання, виходячи з його ролі в підтримці екологічної стабільності як навколишньої місцевості, так і всієї території регіону. 
Екологічний каркас повинен включати, поряд з територіями з найжорсткішим регламентом використання, до яких відносяться заповідні землі, території з менш жорсткими обмеженнями їх використання: заказники, водоохоронні та зелені зони, захисні лісосмуги та інші штучні елементи, спеціально створені для зниження впливу техногенних об'єктів на природне середовище. Крім того, в екологічний каркас повинні входити території, де природокористування ведеться щадним чином, при якому природні комплекси зберігаються в стані, близькому до природного. Це землі лісового фонду, в тому числі і ліси господарського призначення за умови розумного ведення в них лісового господарства; непорушені пасовища і сіножаті; райони розвитку бджільництва, мисливського господарства тощо 
Оскільки за основу екологічного каркаса береться наявна мережа охоронюваних територій, дуже зручно починати формування каркаса з виділення цієї мережі. Отримана таким чином основа каркаса повинна бути доповнена і розширена з урахуванням природних особливостей та антропогенної освоєності території. 
Насамперед, до складу каркаса необхідно залучити екологічно значущі природні комплекси, складові природного каркаса і не охоплені присутньою мережею охоронюваних територій. Найціннішим природним комплексам, до того ж, доцільно надавати статус особливо охоронюваних, для інших повинен бути передбачений щадний режим природокористування. 
До екологічного каркаса також слід залучити різні види порушених земель, які складають, так званий, реставраційний фонд, задля їх відновлення. Крім того, розширення площі каркаса повинно здійснюватися завдяки додатковому створенню там, де це треба, елементів, що виконують буферну і компенсаційну функцію щодо техногенних об'єктів, які входять до складу демоекономічного каркаса. Крім нейтралізації шкідливих впливів ці території допоможуть зв'язати елементи екологічного каркаса в єдину систему.

## Ресурси Інтернету
- Пономарев А.А., Байбаков Э.И., Рубцов В.А. Экологический каркас: основные понятия [Архівовано 23 вересня 2015 у Wayback Machine.]
- Елизаров А. Экологический каркас - стратегия степного природопользования XXI века [Архівовано 26 серпня 2014 у Wayback Machine.]
- Стоящева Н.В. Основы формирования экологического каркаса территории [Архівовано 26 серпня 2014 у Wayback Machine.]

## Виноски
1. ↑  Реймерс Н.Ф. Природопользование: словарь-справочник / Н.Ф. Реймерс. – М.: Мысль, 1990. – 637 с.
2. ↑  Владимиров В.В. Расселение и окружающая среда / В.В. Владимиров. – М.: Стройиздат, 1982. – 228 с.
3. ↑  Сохина Э.Н. Экологический каркас территории как основа системного нормирования природопользования / Э.Н. Сохнина, Е.С. Зархина // Проблемы формирования стратегии природопользования. – Владивосток; Хабаровск, 1991. – С. 194–200.
4. ↑  Обеспечение экологического равновесия – основа устойчивого развития / [З.Г. Мирзеханова, С.Д. Шлотгауэр, Б.А. Воронова и др.] // Территория: проблемы экологической стабильности (Амурский район в аспекте эколого-географической экспертизы). – Хабаровск: Дальнаука, 1988. – С. 144–152.
5. ↑  Мирзеханова З.Г. Экологический каркас территории – основа устойчивого развития / З.Г. Мирзеханова // Сихотэ-Алинь: сохранение и устойчивое развитие уникальной экосистемы: мат. междунар. конф. – Владивосток: ДВГТУ, 1997. – С. 33–34.
6. ↑  Рунова Т.Г. Территориальная организация природопользования / Т.Г. Рунова, И.Н. Волкова, Т.Г. Нефедова. – М.: Наука, 1993. – 208 с.
7. ↑  Лысенкова З.В. Проблемы формализации информации при создании ГИС особо охраняемых природных территорий / З.В. Лысенкова, И.Н. Ротанова, А.А. Дьяченко // ГИС для оптимизации природопользования в целях устойчивого развития территории: мат. межд. конф. – Барнаул, 1998. – С. 128–130.
8. ↑  Чибилев А.А. Концепция создания единой непрерывной сети природных резерватов в районах интенсивного сельскохозяйственного освоения / А.А. Чибилев // Охраняемые природные территории. Проблемы выявления, исследования, организации систем: тез. д окл. междунар. науч. конф. – Пермь, 1994. – Ч. 1. – С. 44–46.
9. ↑  Тишков А.А. Охраняемые природные территории и формирование каркаса устойчивости / А.А. Тишков // Оценка качества окружающей среды и экологическое картографирование. – Невель: ИГ РАН, 1995. – С. 94–107.
10. ↑  Алаев Э.Б. Биосферный каркас и урбанизированные зоны / Э.Б. Алаев // Физико-географические аспекты изучения урбанизированных территорий: тез. докл. научн. конф. – Ярославль, 1992. – С. 5.
11. ↑  Сафиуллин Р.Г. Арчиковские чтения: науки о Земле и стратегия устойчивого развития / Р.Г. Сафиуллин, Р.М. Сафиуллина // Сб. материалов междунар. науч .- практ. конф. – Чебоксары: Изд-во Чуваш. у н-та, 2010. – Вып. 1. – 286 с.
12. ↑  Кулешова М.Е., Мазуров Ю.Л. Экологические функции как основа выявления ценности территорий // Уникальные территории в природном и культурном наследии регионов. - М.: РНИИ культур. и природ. наследия, 1994. - С. 20—31.
13. ↑  Каваляускас П. Геосистемная концепция планировочного природного каркасу // Теор. и приклад. проблемы ландшафтоведения.: Тез. VIII Всес. совещ. по ландшафтоведению. - Л.: ГО АН СССР, 1988. - С. 102-104.
14. ↑   Каваляускас П. Системное проектирование сети особо охраняемых территорий // Геоэкол. подходы к проектированию природно-техн. геосистем. - М.: ИГ АН СССР, 1985. - С. 145-153.
15. ↑  Трейвиш А.И. Освоение территории и территориальная концентрация производительных сил: взаимосвязь и роль в процессе интенсификации // Территор. Орг-ция хозяйства как фактор эконом. развития.: Сб. научн. тр. - М.: ИГ АН СССР. - 1987. - С. 56-70.
16. ↑  Елизаров А.В. Экологический каркас - стратегия степного природопользования // Степ. бюлл. - 1998. - Вып. 2-4.